# Annita Mechelli
Annita Mechelli (Parrano, 6 dicembre 1931) è una scultrice, pittrice, poetessa artista del gioiello italiana attiva a Roma e in Italia a partire dagli anni '50.

## Biografia
Annita Mechelli nasce in Umbria nel dicembre 1931, trasferendosi quasi subito a Roma. Sin dai suoi primi anni coltiva il lavoro dei materiali e la ricerca delle forme: come lei stessa ricorda, la sua prima “mostra” avvenne dalle suore, all’età di cinque anni.
Poi, passata la guerra, Annita Mechelli studiando le arti visive all’Accademia di Belle Arti comincia una memorabile frequentazione della Roma creativa degli anni ‘50, conoscendo artisti, poeti e scrittori tra Via Margutta, il Caffè Greco e le avanguardie del tempo. 

La mano dell'artista, 1985

In questo periodo Annita espone in diverse collettive, soprattutto legate all’ambiente romano. Negli stessi anni si impegna nell’attività di arredo di interni e decorazione. Il legame artistico più consolidato fu con lo scultore Pericle Fazzini, di cui Annita frequentò lo studio e sviluppò in maniera originale l’eredità figurativa.
Da tali esperienze è quindi discesa, negli anni successivi, l’attività creativa dell’artista, dedicata specialmente al lavoro scultoreo, seguito e curato da Annita in ogni opera per ogni sua fase di sviluppo e lavorazione, e che si profila così come suo principale e privilegiato spazio d’azione.
Nei primi anni ‘70 Annita Mechelli comincia la serie delle sue mostre personali – circa 300 - che durano, ad intervalli pluriennali, fino a oggi. Da questo stesso periodo inizia, accanto a quello scultoreo, un percorso anche pittorico, maturato a sua volta nei decenni successivi, specie negli anni più recenti.
Diverse tappe importanti segnano, dal 1990 in poi, la sua carriera, anche tramite significativi lavori per una committenza pubblica e dalla valenza sociale, come avvenne con l’opera Pace negli stadi del 1990, con Il dono della rinascita per l’AVIS del 2006, o ancora con l’opera per il nuovo Porto di Roma a Ostia, nel 2012, e vari altri monumenti civici disseminati per l’Italia.
Annita Mechelli, che dal 1975 in poi ricevuto molteplici riconoscimenti per la sua opera artistica, coltiva anche da molti anni la scrittura poetica, così come il disegno e la fattura di gioielli d’arte, delineando così in sé un verosimile profilo compiuto di artista.

## Tematiche e motivi artistici

### L'opera scultorea
L'opera scultorea di Annita proietta la forma dura della materia dentro un movimento lieve idealizzato, di corpi, oggetti, concetti.
Tra le formule tematiche più caratterizzanti la sua ricerca vi è, per esempio, la "composizione di ibridi" in cui il soggetto rappresentato diventa un ibrido composto di figura umana, forma animale o naturale, talvolta rifinita di terminazioni “fisico-oggettuali”; spesso, è proprio la presenza caratteristica dell’oggetto quotidiano a firmare l’originalità dell’opera. In questo modo, un “antropomorfismo d’animale e d’oggetto” si incrocia con un movimento più generale di metamorfosi continua, evocato da tale arte scultorea.
Non mancano di centralità più titolare le raffigurazioni animali, colte nella forza del loro movimento, a disegnare un perdurante esito, si direbbe, di una “dialettica di soggetti nell’aria”, ed in cui la forma della voluta distende membra e parti viventi. Tale scambio tra il gesto ed il vuoto – attraversato da un vento invisibile - definisce poi un tema ricorrente tra i lavori di Annita, ossia quello delle “Danzatrici”: figurine esili, lunghe ma risolte ogni volta in una circolarità armonica e sognante.

La Dea bendata, 1997

La figura della donna si propone come vero movimento creativo unificatore del maestro Mechelli, in una dinamica di formale eleganza - come per esempio nelle Danzatrici - che si fa suggestione passionale nei diversi nudi, dove si incontrano la potenza della materialità carnale con il tocco dell’ideale, d’un desiderare dolce. Negli Abbracci e Passioni l’ibrido di due corpi-figure si incrocia, infatti, con il desiderio e con la fiaba.
Annita Mechelli ha anche toccato in alcune opere la tematica religiosa, da lei ripensata talvolta in caratteristiche soluzioni iconologiche, quasi spunti d’intuizione teologica nuova.
L’artista, in questa maniera, diventa nel suo cammino una “costruttrice di fiabe”, dedita all’impresa costante di un “racconto subliminale e fiabesco”, come definito dal critico Paolo Levi. Un mondo d’armonia ritrovata, perlopiù offerto nella fusione del bronzo innestato su pietre, marmo, pezzo roccioso, si apre così alla visione attraverso l’opera scultorea di Annita. Simbolo di ciò, le sculture - e molte pitture - dedicate alla musica ed alle note, esercizio di circolo e di vuoto oramai indivisi nel loro movimento.

### L'opera pittorica
La produzione figurativa pittorica di Annita è molto ricca di opere, create soprattutto a partire dagli anni ‘70-‘80 ed in pieno movimento ancora oggi. Centinaia di dipinti su tela, acrilico, tavola di cui una consistente parte non ancora repertoriata, e talvolta inedita, sviluppano un “racconto parallelo” nell’impresa artistica di Annita.
Si tratta soprattutto di opere di piccola e media dimensione, ma in alcuni casi estese nel formato quasi di “pale” d’altare, ora però dall’aspetto misterico e profano (come avviene nell’opera La sposa che non c’è). L’universo figurativo offerto da tale pittura non corre del tutto parallelo a quello scultoreo di Annita: in esso predomina la forza d’una diffusa “allegria cromatica”, soluzione pittorica che accompagna un percorso di rappresentazioni, sembrerebbe, ispirate dall’aura d’un certo, ripetuto “richiamo eterico”. Nei quadri di Annita, infatti, il clima appare spesso sublimato in un contenuto d’aspirazioni celestiali, talvolta - come nel dipinto La scala del cielo – planetario-astrali, a disseminare un viaggio verso mondi sconosciuti, ma densi di beatitudine.
Un certo sentore metafisico risuona così in tale opera pittorica, sempre più negli anni recenti maturato in figurazioni - o segni, accenni - d’aspetto “angelico”; e certo metafisica è la presenza quasi onnipresente d’un grande ovale d’occhi ai margini superiori di tante delle opere pittoriche di Annita - segno vivente, forse, d’uno sdoppiamento dell’anima dell’artista, o forse ancor più d’una Entità Cosciente e superiore, risonanza cosmica quasi come una legge dell’Essere.
Tale frequentazione sublimata, come detto calda e generosa, immediata nella sua percezione materico-cromatica, sembra dunque muoversi in un terreno tanto “metafisico” quanto però lontano dagli esiti visionario-enigmatici già esperiti dal movimento Metafisico del secolo scorso, piuttosto scivolando nel calore d’una certa “carezzevole atmosfera” che circonda tali viaggi fantastici, dentro simili mondi paralleli.
Non manca, peraltro, l’incontro - come nella scultura - con l’invenzione di ibridi viventi, in cui l’elemento umano diventa radice, ramo, fiore, capigliatura, già nell’ordine del vegetale. Mentre ritorna, ancora una volta, l’opera di contenuto religioso, tra cui alcuni originali collage nella mistura di foglie, petali incollati nel pigmento pittorico.
Come presa, spesso, nella pienezza d’un’ammirazione infantile, la pittura del maestro Mechelli si mostra come tale specialmente nelle diverse sue manifestazioni animali, quasi una “fattoria” di creature perlopiù pennute, galli o “pulcinoni” ricolorati come tropicali, ed esempio di perfezione organica vivente.

### Il gioiello d'arte

La sposa che non c'è, 1985

Annita si è dedicata, in diversi periodi ed occasioni, anche alla fattura del gioiello d'arte. Inventato talvolta per gusto della ricerca, oppure commissionato da investitori cospicui, questo percorso nel campo della gioielleria artistica di Annita ha prodotto poche, caratteristiche opere, lavorate con l'utilizzo di pietre e materiali preziosi quali smeraldi, rubini, ori, piccoli diamanti innestati su originali disegni di collane. L'estro delle forme ottenute richiama una somiglianza, quasi, con certo gusto del gioiello antico, nella composizione disegnata dei pendagli e nella stessa linea irregolare dei fili. Ogni collana costituisce un pezzo unico dal notevole valore di mercato, e la cui presenza, perlopiù, è localizzabile in acquisizioni o collezioni private.

## Principali mostre ed esposizioni
La Maddalena, Palazzo Comunale, 1982
Ischia, Palazzo Comunale, 1982
Vibo Valentia: Palazzo Comunale, 1983
New York, 1983
Lugnano In Teverina, Palazzo Comunale, 1985
Roma, Hotel Excelsior, 1985
Biennale di Abano Terme, 1987
Roma, Palazzo Valentini, 1987
Tokio, 1987

Amanti intrecciati

Ascoli Piceno, Palazzo Comunale, 1990
Roma, Palazzo Barberini: "In viaggio nella natura", 1996
Amelia, Museo Archeologico: "Simbolismi plastici", 2009
Grottaferrata, Abbazia di San Nilo: "L'albero della vita", 2010
Porto Turistico di Roma, Esposizione permanente, 2012